# Rebelión acaxee
La Rebelión de Acaxee fue una insurrección contra el dominio español en México por el importante grupo de indígenas Acaxee en 1601.

## El Acaxee
El Acaxee hablaba un idioma uto-azteca y vivía en las montañas, en la Sierra Madre Occidental y los cañones del este central de Sinaloa y el oeste de Durango, al este de la ciudad actual de Culiacán. Su territorio era de aproximadamente 125 millas de norte a sur y 50 millas de este a oeste. El área fue llamada Topia y Tepehuana por los españoles. El Acaxee y sus vecinos compartieron características comunes de la cultura identificadas por la erudita Susan M. Deeds como

...el cultivo de maíz, frijoles, calabaza, chiles y algodón adyacente a pequeños pueblos y asentamientos...; guerra frecuente con canibalismo ritual asociado; politeísmo y adoración de ídolos; la presencia de chamanes o especialistas en rituales...; y una estructura política descentralizada que dependía del liderazgo de los ancianos en tiempos de paz y de los líderes de la guerra para tratar con los extranjeros.

La cultura de aldeas dispersas de Acaxee en el momento del primer contacto español a finales del siglo XVI puede haber sido el remanente de una sociedad jerárquica más compleja que había sido diezmada por la enfermedad a principios del mismo siglo. Una epidemia barrió la región entre 1576-1577 ya que mató a varios miles de indios, incluyendo posiblemente a muchos Acaxee, así como epidemias adicionales que aparecieron en 1590 y entre 1596-1597. Por lo tanto, en el momento de la rebelión, el Acaxee probablemente solo contaba unos pocos miles de hombres. Además, su capacidad para resistir a los españoles se vio afectada negativamente por su guerra endémica con el Xixime al sur y el Tepehuan al este.

## Los españoles
Los españoles descubrieron depósitos de plata en el territorio de Acaxee en la década de 1580 y establecieron varios campamentos mineros. Varios cientos de españoles, esclavos africanos e indios emigraron al país de Acaxee pues se necesitaba mano de obra adicional para trabajar en las minas. A través del sistema de encomienda, los indios fueron forzados a trabajar en minas españolas y recibían a cambio de protección y otros bienes o servicios. Sin embargo, la naturaleza dispersa de los asentamientos de Acaxee fue un obstáculo para la utilización de la mano de obra india.
Los misioneros jesuitas ayudaron a concentrar a los Acaxee en asentamientos más grandes, una política española llamada de reducciones, para cristianizar y controlar el trabajo de los indios. En el plan «Paz por Compra» para resolver la Guerra Chichimeca en 1590, los españoles habían reconocido la utilidad de los misioneros en la pacificación de las fronteras del norte de Nueva España. Los jesuitas eran relativamente nuevos en México y los indios de Sinaloa y Durango fueron sus primeros esfuerzos misioneros importantes. En 1600, el misionero Hernando de Santarén recorrió la región con un encomendero local, el capitán Diego de Ávila. Juntos hicieron que los Acaxee accedieran a las demandas españolas, que incluían mudarse a donde los españoles les decían, construir iglesias, cortar sus largos cabellos, usar ropa y destruir sus imágenes e ídolos religiosos. A cambio, los españoles prometieron protegerlos de sus enemigos y proporcionar herramientas, semillas y escuelas para sus comunidades. Los indios que resistieron las demandas españolas fueron golpeados según la estudiosa Deeds.

## La rebelión
Un líder indio llamado «Perico» inició la rebelión a fines de 1601. Utilizó una mezcla de prácticas religiosas españolas e indias, prometió a sus seguidores que los españoles podrían ser exterminados. La rebelión se caracterizó por un liderazgo mesiánico y promesas de redención milenaria durante un período de interrupción violenta y un declive demográfico catastrófico debido a la enfermedad. La rebelión pretendía «restaurar los elementos sociales y religiosos precolombinos que habían sido destruidos por la conquista española».
Los ataques indios durante las primeras semanas mataron a unos 50 españoles. Acaxee quemó campamentos y edificios mineros españoles, incluidas 40 iglesias y sitió a 40 españoles en una iglesia en San Andrés. El asedio se levantó cuando llegaron refuerzos desde Durango. El sacerdote Santarén encabezó una delegación de paz, pero varios miembros de su grupo fueron asesinados así como los miembros de otra delegación encabezada por un obispo.
El Acaxee tomó posiciones fuertes en las montañas y cerró la mayoría de la minería de plata y otras actividades económicas en su tierra natal durante casi dos años. En 1603, los españoles reunieron un ejército de encomenderos y aliados indios y reprimieron a Acaxee, ejecutando a Perico y 48 de sus líderes y vendiendo a otros a la esclavitud.
A raíz de la guerra, los jesuitas asumieron una influencia aún mayor, consolidando a los Acaxee en unos pocos asentamientos, nombrando a sus líderes e intentando educar a los niños indios y alejarlos de la influencia de las creencias rituales violentas de sus padres. En 1607, una epidemia de viruela combinada con la aparición simultánea del cometa Halley, que fue un presagio de desastre, parece haber borrado la mayoría de las huellas restantes de la independencia de Acaxee, aunque algunos se unieron a la revuelta de Tepehuán en 1616.